# Marsalès
Marsalès là một xã của Pháp, nằm ở tỉnh Dordogne trong vùng Aquitaine của Pháp. Xã này có diện tích 9,43 km2, dân số năm 2007 là 218 người. Xã nằm ở khu vực có độ cao trung bình 170 m trên mực nước biển.

## Thông tin nhân khẩu
| Năm    | 1962 | 1968 | 1975 | 1982 | 1990 | 1999 | 2007 |
| ------ | ---- | ---- | ---- | ---- | ---- | ---- | ---- |
| Dân số | 146  | 144  | 169  | 204  | 204  | 204  | 218  |